# صموئيل فانس
صموئيل فانس هو لاعب رماية كندي، ولد في 30 مارس 1879 في Oxford County, Ontario ‏ في كندا، وتوفي في 16 مايو 1947 في تيلسونبيرج في كندا.

## وصلات خارجية
- صموئيل فانس على موقع أوليمبيديا (الإنجليزية)